# پاتریک ملتون
پاتریک ملتون (انگلیسی: Patrick Melton؛ زاده ۱۸ ژوئن ۱۹۷۵) یک فیلم‌نامه‌نویس اهل ایالات متحده آمریکا است. وی از سال ۲۰۰۴ میلادی تاکنون مشغول فعالیت بوده‌است.